# Okonkolo
Okonkolo est un groupe formé à New York, inspiré des musiques cubaines.

## Biographie
Le nom du groupe fait référence à un type de tambour batá (le plus petit des 3). Le groupe est mené par le percussionniste new-yorkais Abraham ‘Aby’ Rodriguez, Okonkolo réinvente musicalement les rituels de santería, dérivé cubain du culte yoruba,,,,,.

## Discographie
,
- 2016 : Rezos EP (Big Crown / Traffic Entertainment Group)
- 2018 : Cantos LP (Big Crown ; Produit par Jacob Plasse)
- 2021 : Oru Cantando (Big Crown)